# Technorati
Technorati var en söktjänst för bloggar. Technorati indexerade (2013) drygt 1 miljon bloggar. 
Technorati grundades av Dave Sifry och huvudkontoret låg i San Francisco. 
Technorati använde öppen källkod. 
Webbplatsen vann 2006 SXSW utmärkelsen för bästa tekniska framsteg och även Best in Show. Den var även nominerad till 2006 Webby Awards för Best Practices, men förlorade till Flickr och Google Maps. 